# 卡馬納斯山
33°37′S 22°54′E / 33.617°S 22.900°E

卡馬納斯山是南非的山脈，位於該國南部西開普省，處於斯瓦特山脈以南和奧特尼夸山脈以北，全長超過50公里，最高點海拔高度1,995米。